# Castell d'Escart
El Castell d'Escart, o de Sant Julià d'Escart, és al damunt i al nord del poble d'Escart, en el terme municipal de la Guingueta d'Àneu, en territori de l'antic municipi d'Escaló.
És damunt i al nord del poble, a llevant del cementiri. No en queden gaires restes, però s'hi poden veure restes de murs en un pla d'uns 17 metres de llargària, on devia haver-hi un edifici quadrangular, del qual no se'n sap res, mentre no s'hi facin les necessàries excavacions arqueològiques.
El castell d'Escart formava part de la línia defensiva de l'entrada a la Vall d'Àneu des de migdia, tot i que pertanyia a l'abadia de Santa Maria de Gerri. El 1079 se n'apoderà el comte Artau I de Pallars Sobirà per tal de defensar la vall de les escomeses de les forces del Comte d'Urgell, però el restituí dos anys després a l'abat de Gerri. Es complementava amb el Castell d'Escaló, la Torrassa, el Castellot d'Estaís, i els castells de Llort, Castell de Berrós i Llavorre, el conjunt dels quals constituïa la porta d'accés a la Vall d'Àneu.